# VW T4
Der VW T4 (Typ 7D) ist ein Kleintransporter oder Kleinbus der Marke Volkswagen Nutzfahrzeuge. Mit der Einführung des T4 (VW-interne Modellbezeichnung: Typ 70) im August 1990 – einer komplett neuen Konstruktion – ging nach 34 Jahren auch im Volkswagenwerk Hannover (seit 1995 Sitz von Volkswagen Nutzfahrzeuge) die Ära des Heckmotors und Hinterradantriebs zu Ende. Im Jahre 2003 kam der neu konstruierte Nachfolger T5 auf den Markt.

## Modellgeschichte

### Allgemeines

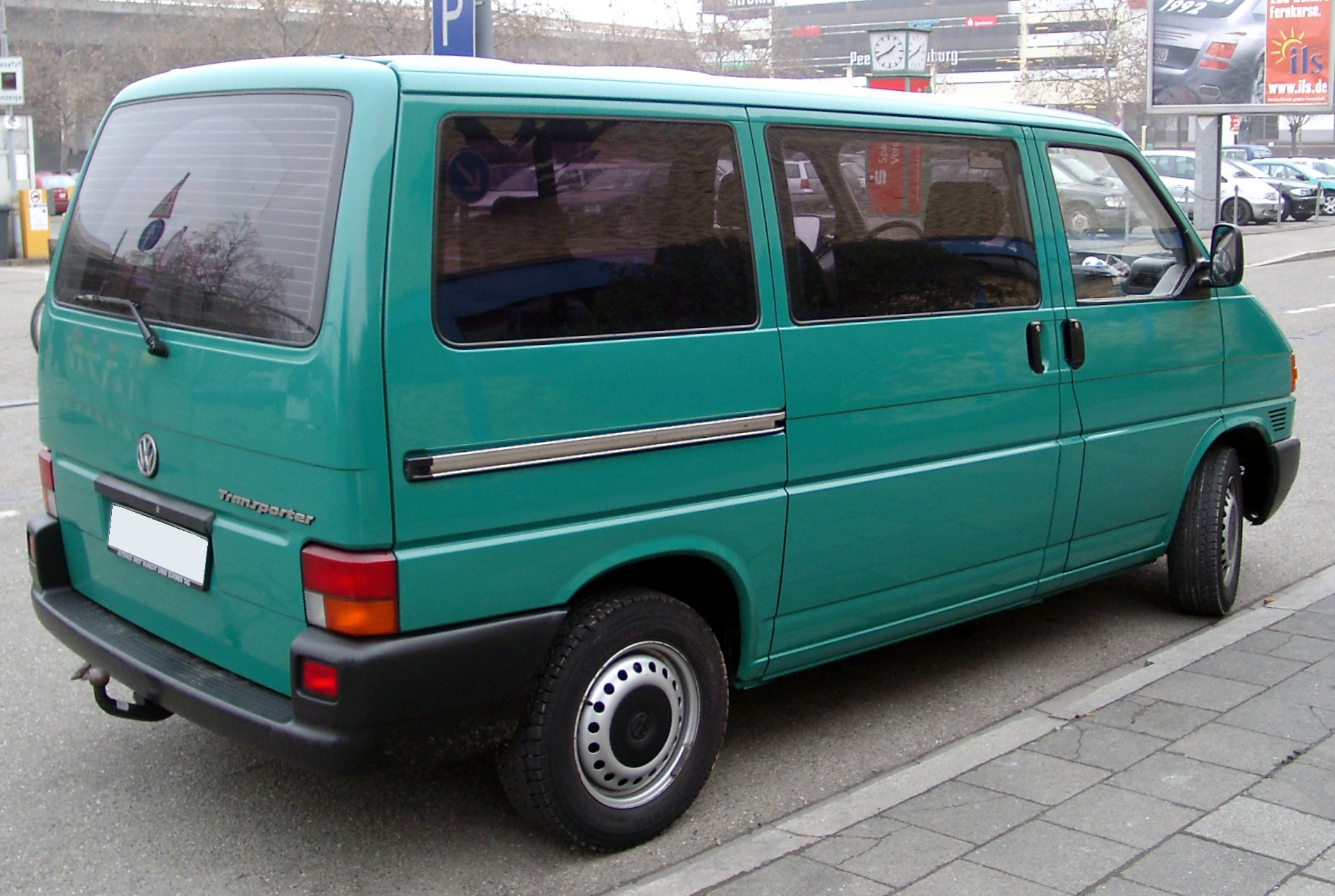
Heckansicht

Der T4 war das erste Transportermodell von VW, das mit zwei verschieden langen Karosserien und Radständen erhältlich war. Das neue Antriebskonzept mit vorn quer eingebautem Reihenmotor (später auch VR-Motoren) und Frontantrieb ermöglichte eine durchgehende Ladefläche. 1992 wurde der T4 zum Van of the Year gewählt.
Die Räder waren einzeln aufgehängt: vorn an Doppelquerlenkern mit Drehstabfederung, hinten an Schräglenkern mit Schraubenfedern, die einen tiefen Laderaumboden ermöglichten. Der T4 hatte eine Zahnstangenlenkung. Eine Servolenkung gab es von Anfang an bei den Transportern mit Fünfzylindermotoren, bei Caravelle GL sowie Multivan und ab 1995 serienmäßig bei allen Modellen. Die Vierzylindermodelle waren bei der Markteinführung noch mit 14″-Rädern ausgerüstet. An der Hinterachse gab es bis Ende 1995 Trommelbremsen. Bei den Modellen ohne Antiblockiersystem war die Bremsanlage, wie bereits seit dem T2 üblich, mit einem lastabhängigen Bremskraftregler ausgerüstet, um ein Überbremsen der Hinterräder in allen Beladungszuständen zu vermeiden. Ein Automatikgetriebe war nur mit Fünfzylindermotoren und eine Klimaanlage nur mit Motoren ab 2 Litern Hubraum erhältlich.
Außer dem Transporter als Lkw, der in erster Linie von Firmen und Behörden genutzt wurde, erfreute sich vor allem der Multivan großer Beliebtheit, weil er mit der Innenausstattung (Klapptisch, Bett, Einzelsitze in der zweiten Reihe) viel Komfort für Reisen bot, dennoch Pkw-ähnliche Abmessungen aufwies und so auch im Alltag handlich war. In die USA wurde nur diese – dort mit wesentlich besserer Ausstattung als EuroVan bezeichnete – Version exportiert. Hier wurde der T4 nur von 1992 bis 1993 sowie von 1999 bis 2003 verkauft. Auch gab es ihn mit verschiedenen Camping-Umbauten, etwa von Winnebago. In Kanada wurde der EuroVan von 1991 bis 1996 verkauft, von 1993 bis 1997 auch als Kastenwagen.
Der T4 war mit zwei unterschiedlichen Radständen (2920 mm und 3320 mm) erhältlich; der Multivan allerdings nur mit kurzem Radstand. Der Aufpreis für die lange Version betrug anfangs 1000 DM.
Anders als die früheren Modelle T2 und T3 mit Heckmotor hatte der Pritschenwagen kein abschließbares Fach „Tresor“ unter der Ladefläche. Der kleine Stauraum in der geschlossenen Karosserie zwischen Motor und Fahrerhaus war in kleinerer Ausführung auch bei der Doppelkabine des T3 vorhanden und wurde für den T4 von einigen Zubehörlieferanten für den nachträglichen Einbau angeboten.
Die Bundeswehr nutzte dieses Modell ab 1995 als Nachfolger für den T3-Pritsche und beschaffte etwa 5610 Fahrzeuge.

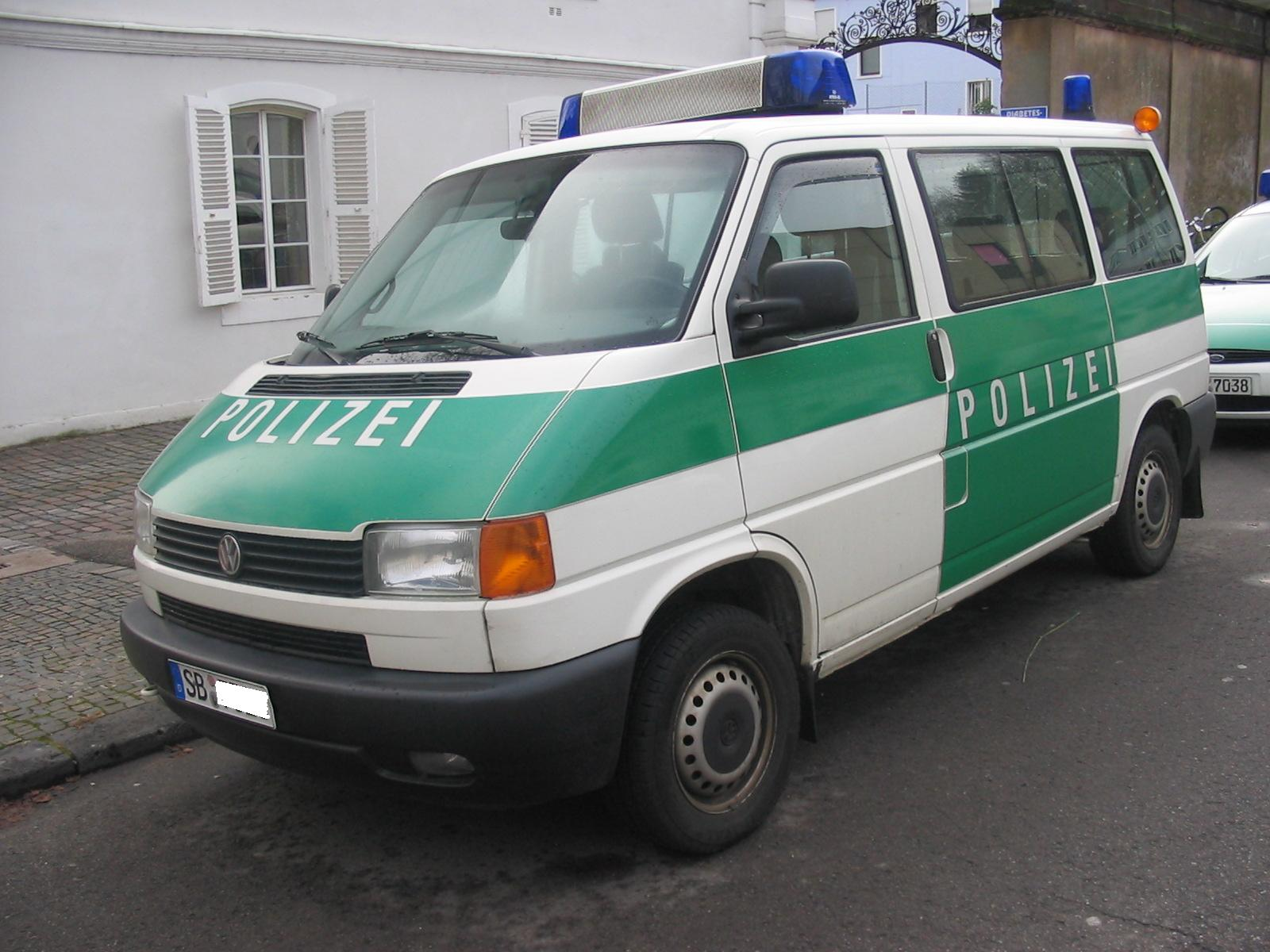
T4 Polizeieinsatzwagen (GP 1996–2003, kurzer Radstand)
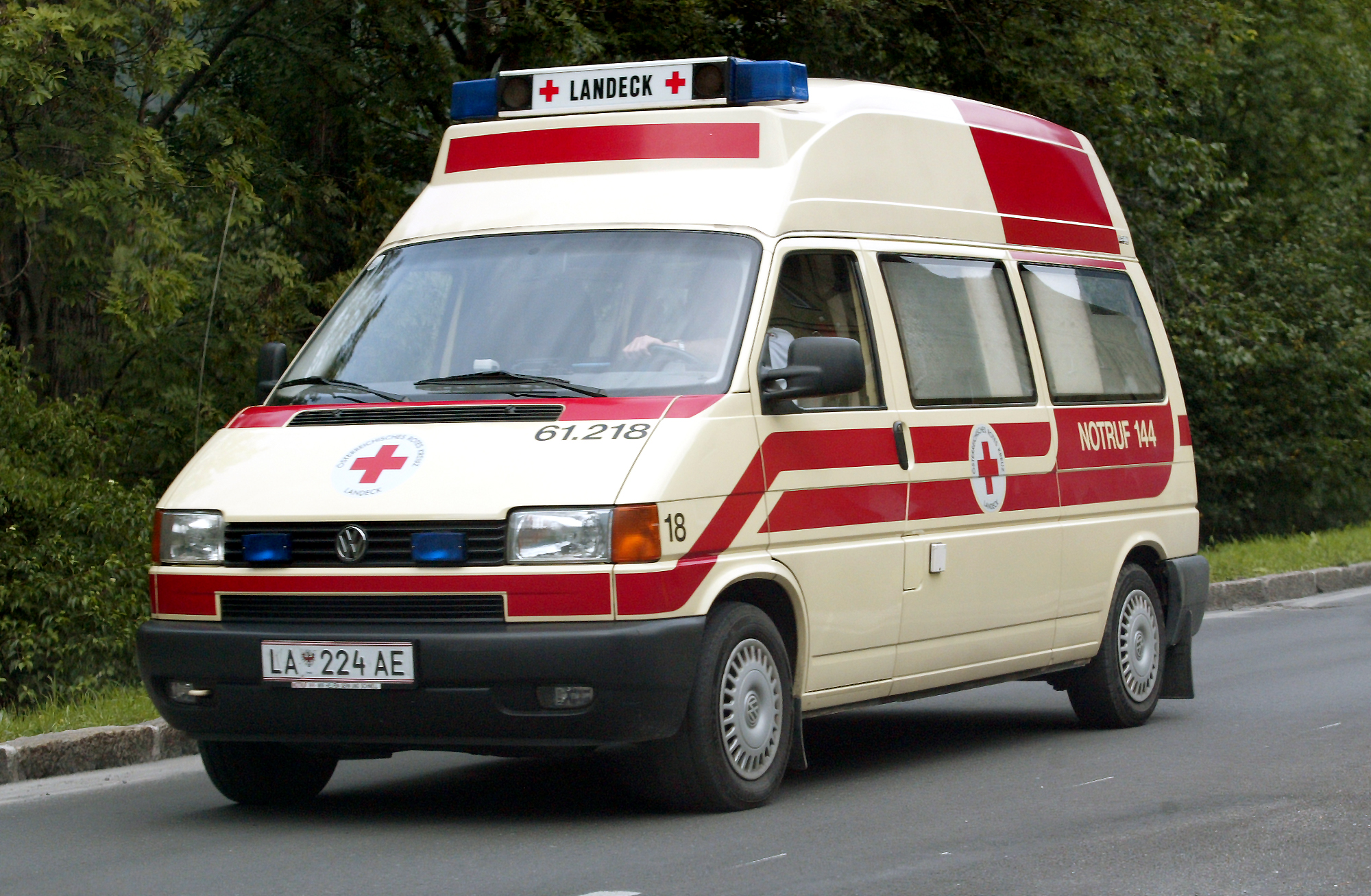
T4 Rettungswagen (ÖRK) (GP 1996–2003, langer Radstand, Hochdach als Sonderanfertigung)
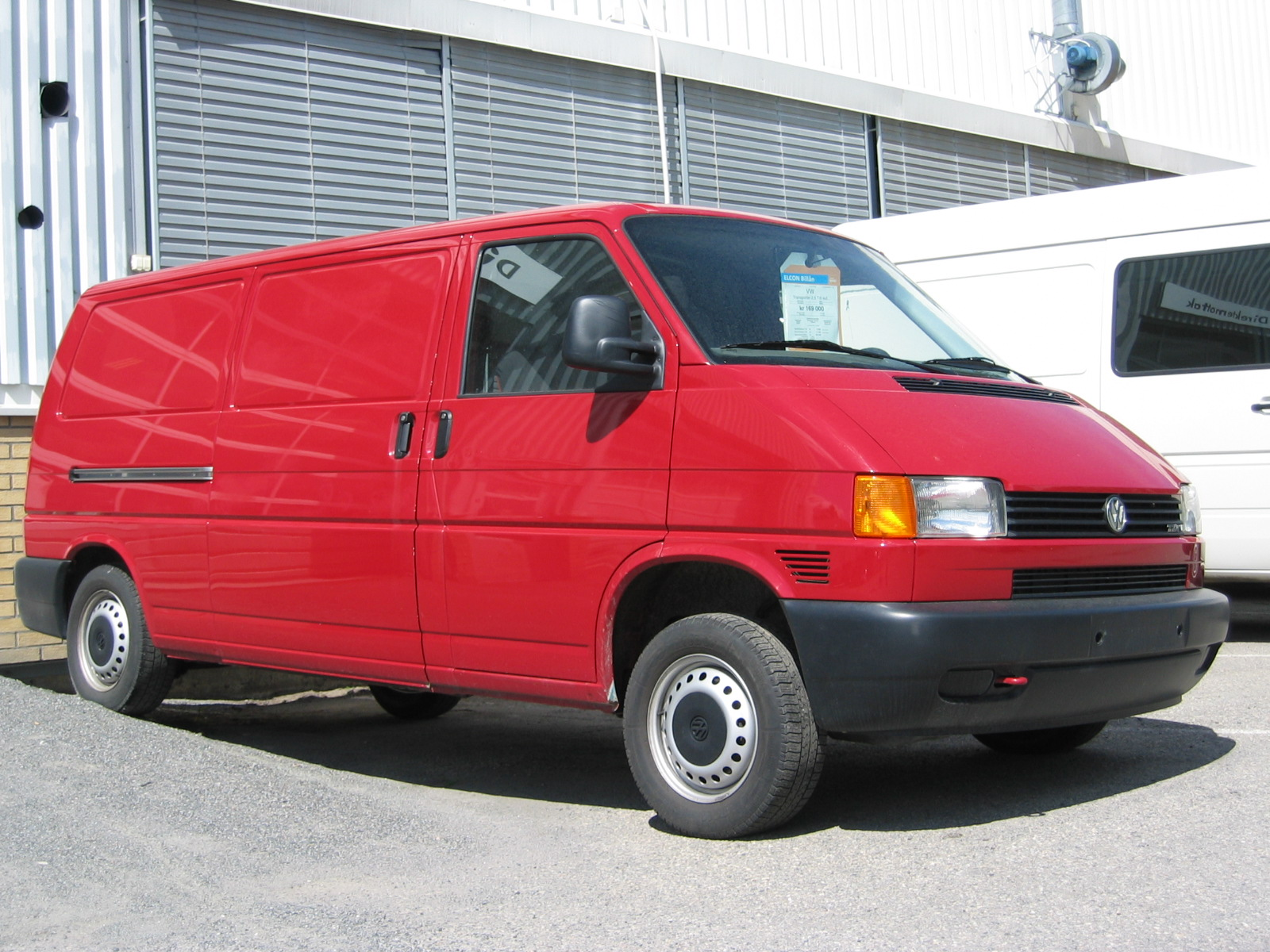
T4 Transporter Kasten (GP 1996–2003, langer Radstand)
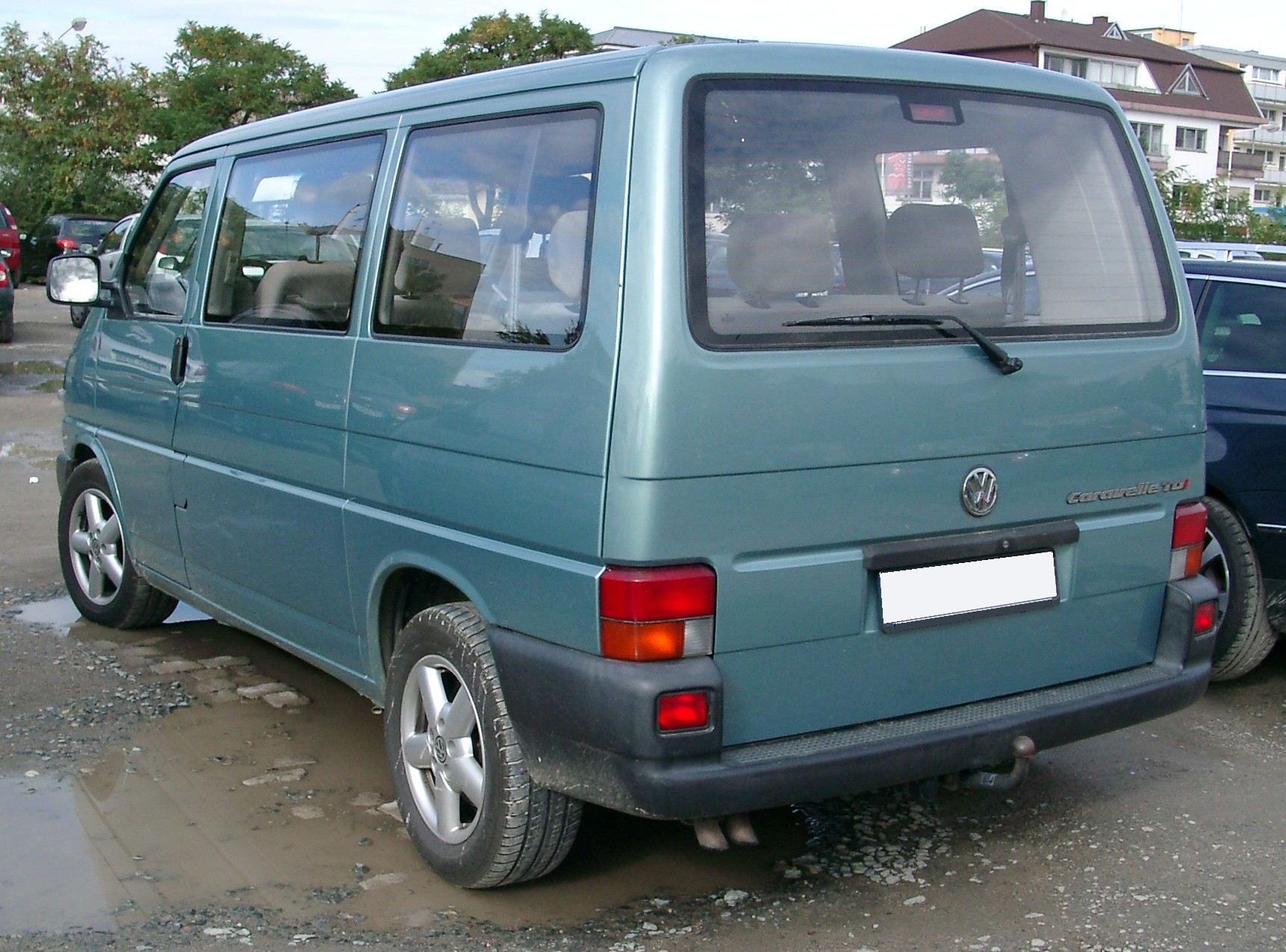
T4 Caravelle (GP 1996–2003, kurzer Radstand, langer Vorderwagen)
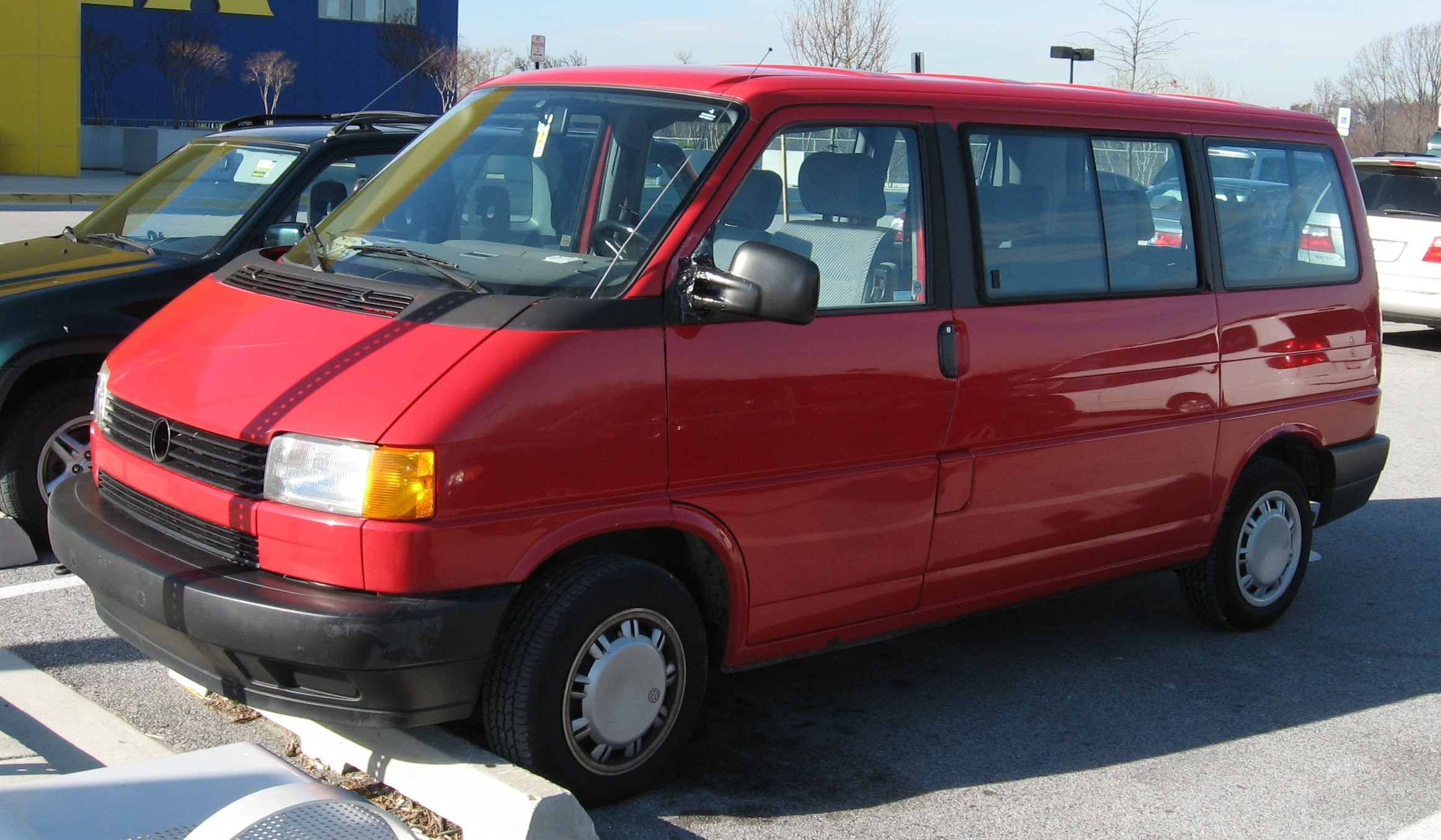
VW EuroVan (1992–1993)
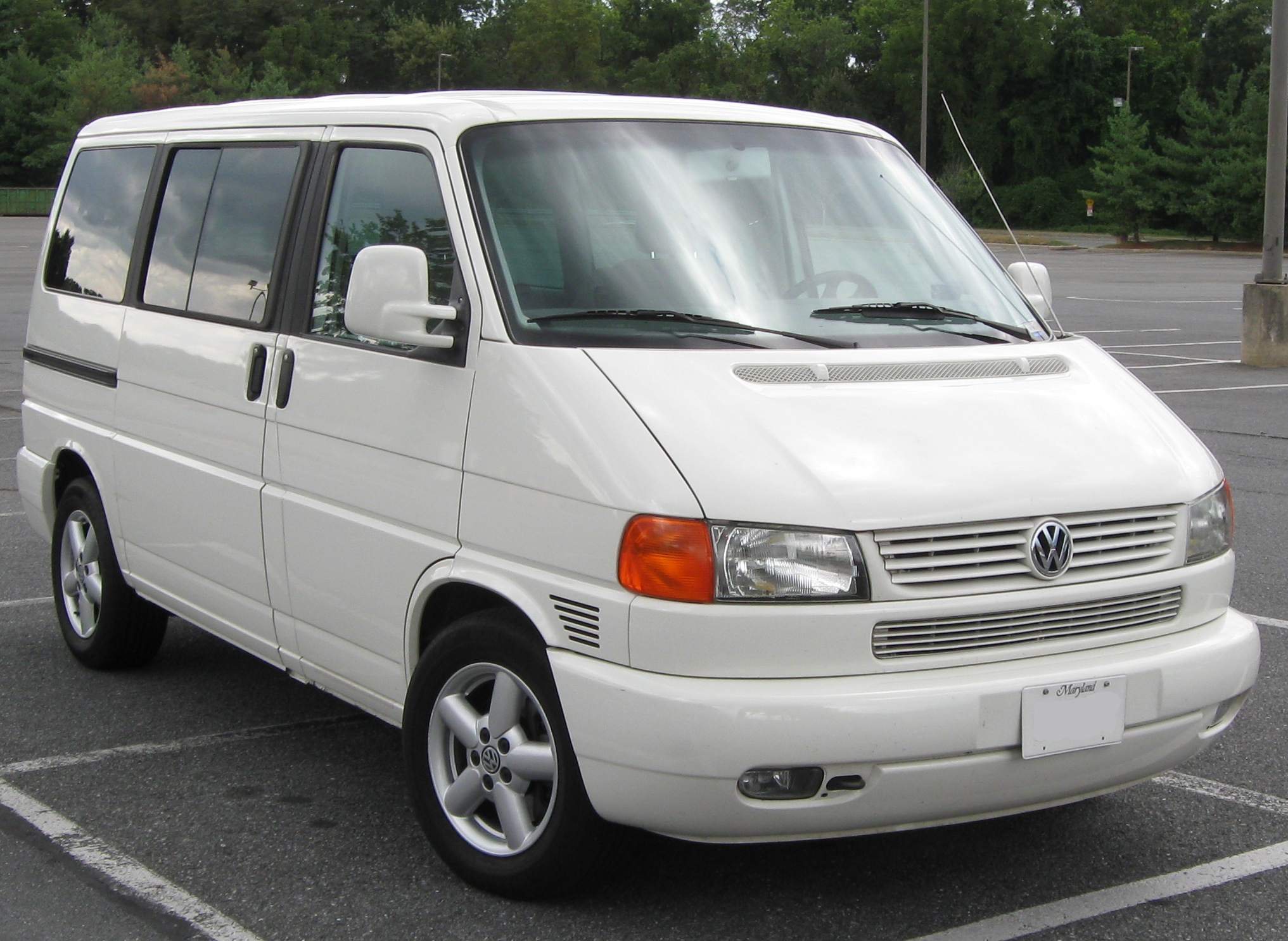
EuroVan (1999–2003)
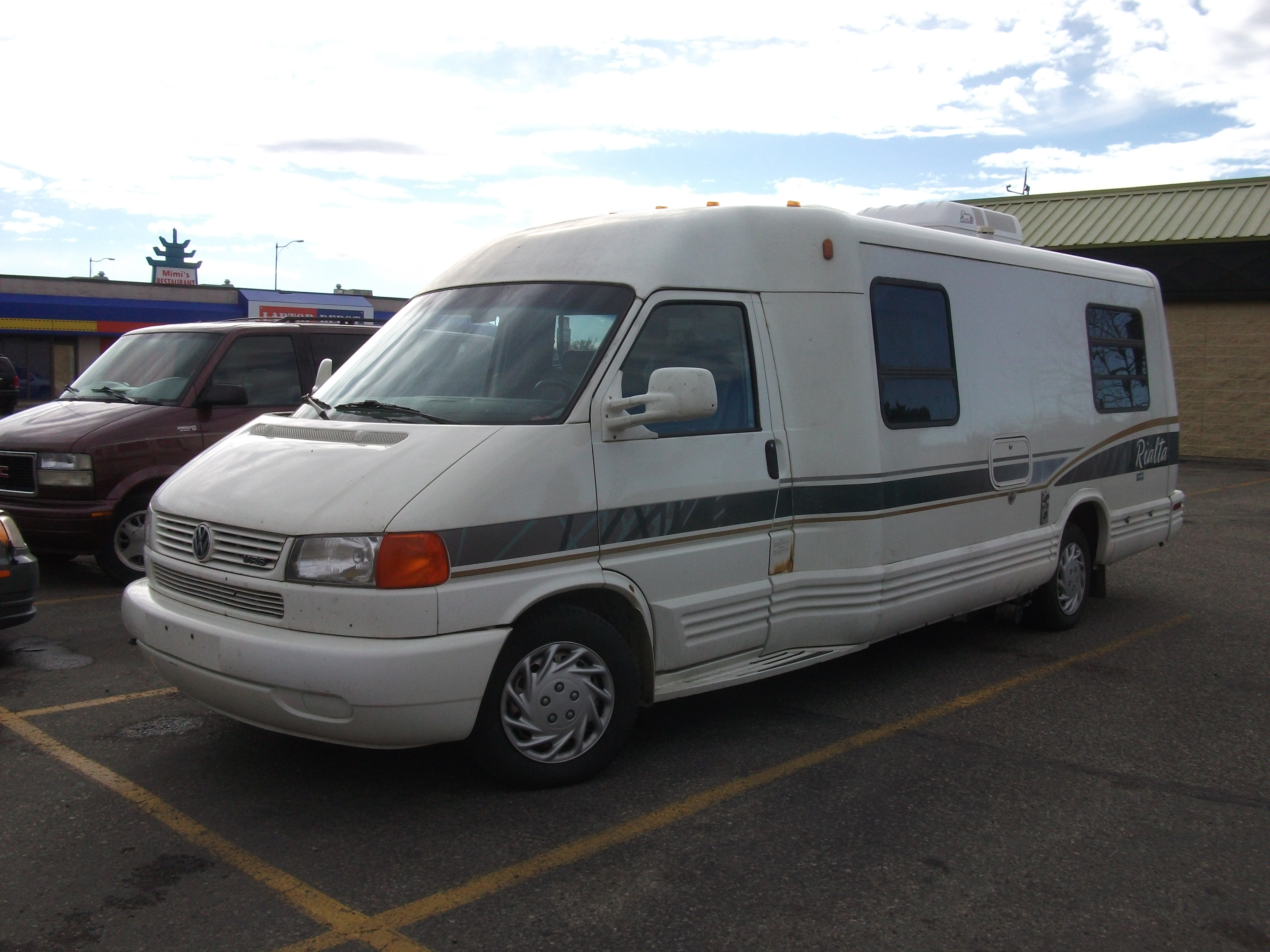
EuroVan Winnebago VR6 Rialta
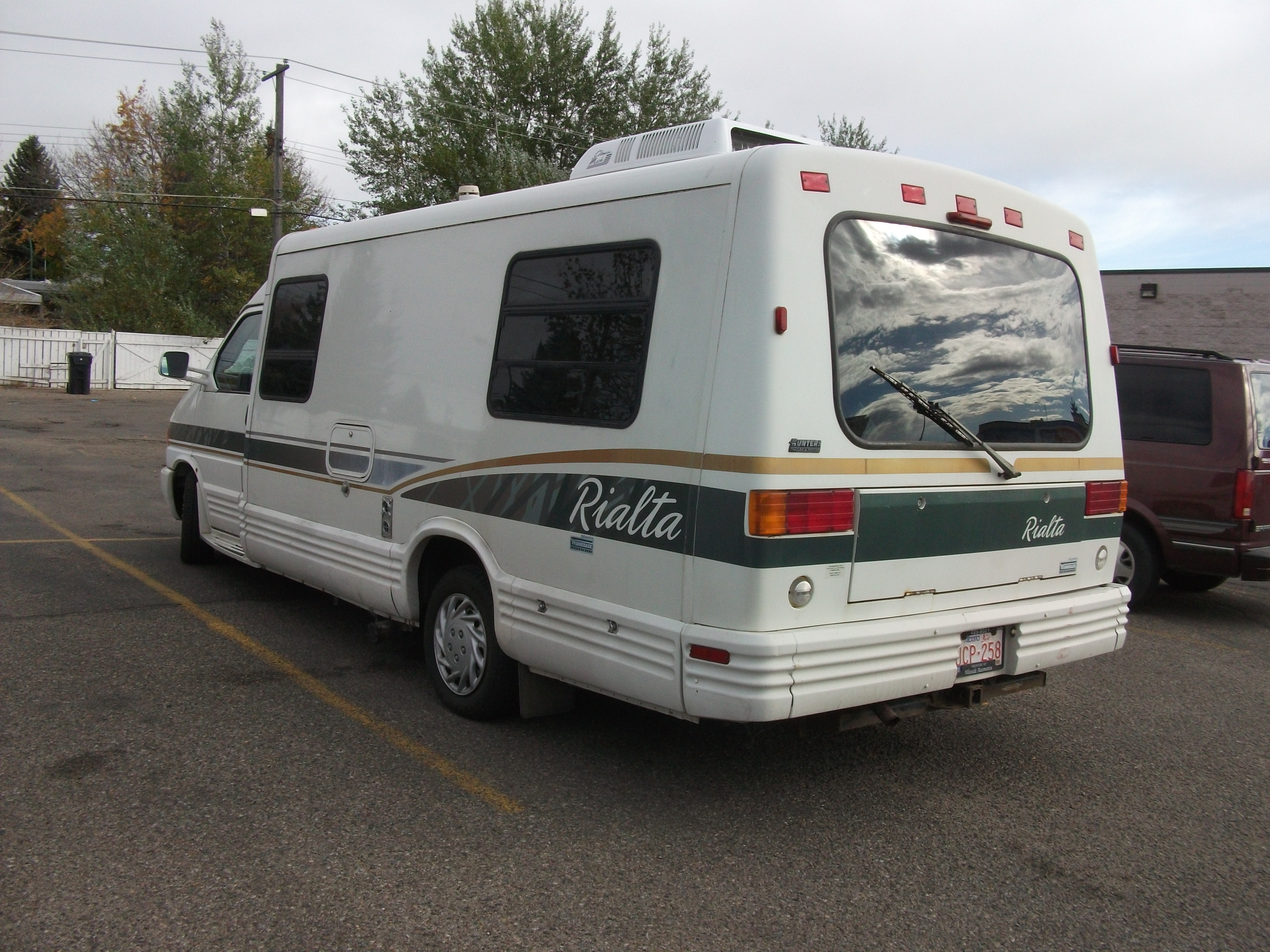
Heckansicht

### Ausstattungsvarianten
Der T4 wurde in folgenden Varianten angeboten:
- Transporter mit Aufbauten in zahlreichen Ausführungen (Kastenwagen, Kombi mit bis zu neun Sitzplätzen und einfacher Inneneinrichtung, Pritsche mit und Pritsche ohne Doppelkabine, Fahrgestell mit Kabine usw.)
- Syncro Erst ab 1993 erhältlich, da zuvor noch der T3 als syncro weiter produziert wurde. Der Allradantrieb war nur in Verbindung mit den Fünfzylindermotoren erhältlich, jedoch für alle Aufbauten und Ausstattungsvarianten und wahlweise mit Differentialsperren. Die T4-Syncros stammen alle aus Hannover und hatten das gleiche Fahrwerk wie die Fronttriebler (ohne Höherlegung), wodurch die Geländegängigkeit geringer war als beim Vorgänger.
- Großraumlimousine Caravelle (Zusatzkürzel wie „C“ oder „CL“ wie beim T3 entfielen). Von außen kaum vom Transporter Kombi zu unterscheiden, innen jedoch mit Vollverkleidung und gepolstertem Himmel, mit maximal neun Sitzplätzen inkl. Fahrerplatz. Heckwischer und Kopfstützen hinten von Beginn an Serie (beim Transporter Kombi erst später)
- Großraumlimousine Caravelle GL: in Wagenfarbe lackierte Stoßfänger, 15″-Rädern und Servolenkung auch für Vierzylindermotoren, große Radkappen, Wärmeschutzverglasung, elektrische Außenspiegel, Velourssitze und Stoffspiegel in den Seitenverkleidungen sind nur einige Beispiele der umfangreichen Serienausstattung, die im Laufe der Modelljahre erweitert wurde (zum Beispiel um einen Drehzahlmesser).
- Familien- und Freizeitmobil Multivan (Sechssitzer) Äußerlich war das vergleichsweise karge Grundmodell vom Transporter Kombi lediglich durch Details wie die Schiebetürleiste (schwarz statt blank) und die Radkappen zu unterscheiden. Auch die Vierzylinderversionen hatten hier stets Servolenkung und 15″-Räder. Innen Vollverkleidung mit Isolierung und Holzboden mit Kunststoffbeschichtung im Fahrgastraum, Stoffboden vorne, Rücksitzbank mit Kopfstützen und als Bett umklappbar, vorne und mittig Einzelsitze mit Armlehnen (Beifahrersitz drehbar), einknöpfbare Vorhänge für alle Fenster, ein Schiebefenster, Beifahrer-Schminkspiegel beleuchtet, Zweitbatterie und eine Kühlbox waren Serie. Der bzw. optional die beiden mittleren Einzelsitze waren bis Modelljahr 1999 fix entgegen der Fahrtrichtung (mit hochklappbarer Sitzfläche), danach drehbar ausgeführt. Zugleich entfiel die in dem Sitz integrierte Kühlbox.
- Familien- und Freizeitmobil Multivan Allstar bzw. Classic. Mit Modelljahr 1993 wurde der vergleichsweise schlichte Multivan um eine siebensitzige Variante ergänzt, die eine für damalige Zeit gute Ausstattung aufwies: Elektrische Außenspiegel und Fensterheber vorne, Drehzahlmesser, Nebelscheinwerfer, durchgehender Stoffboden, Zentralverriegelung, Wärmeschutzverglasung, 15″-Leichtmetallräder, Kassettenradio mit Lautsprechern vorne und hinten, und vieles mehr waren Serie. Der Allstar hatte außen eine silbergrau abgesetzte Schürze rundum und hellgrau/hellrosa gemusterte Sitzbezüge. Die Auswahl an Außenfarben war eingeschränkt. Der ein Jahr später nachgereichte Classic war mit einfarbiger Lackierung inklusive Stoßfängern und Sitzbezügen zeitloser gestaltet als der Caravelle GL.
- Reisemobil California (Coach) mit Aufstelldach, Compactdach oder Nasenhochdach als einfaches Campingmobil. Radnabenkappen in Felgensilber. Ab Herbst 1992 mit dem Namenszusatz Coach, dabei entfiel die Fensterscheibe links hinten. 1994 auch als besser ausgestattetes Sondermodell California Highway.
- Reisemobil California Exclusive ab 1995 als Campingfahrzeug mit festem Hochdach als Alkoven, stets langem Radstand und hochwertiger Serienausstattung.
- Reisemobile von Karmann, Modelle Gipsy und Cheetah Bj. 1990-96 und vor allen anderen der sehr erfolgreiche Karmann Colorado 580 H der Baujahre 1997 – Anf. 2004.
- Reisemobil Carthago Malibu mit Aufstelldach oder Hochdach in verschiedenen Ausführungen auf kurzem oder langem Radstand.
- Kamei ClubVan, ein Fahrzeug, das von Kamei in Wolfsburg auf Basis des Caravelle gebaut wurde. Es gibt nur etwa 100 Exemplare. Typisch für ihn sind sechs Einzelsitze, wobei die zwei Sitze der dritten Sitzreihe elektronisch verstellbare Sessel sind und zwischen ihnen zwei Klapptische vorhanden sind. Bis zur Einführung des Business war es das teuerste Fahrzeug von VW; es wurde meist als Konferenzwagen genutzt. Von außen gut am Frontspoiler bzw. an der Seitenbeplankung erkennbar.
- Caravelle Business ab Herbst 1997 (als indirekter Nachfolger der Version „Caravelle Carat“ beim T3) als edler Sechssitzer mit Lederausstattung für Wohlhabende oder Geschäftsreisende, die das Understatement lieben. Dieses Fahrzeug war vor Einführung des VW Phaeton das teuerste Auto der Marke Volkswagen.

### Große Produktaufwertung (1996–2003)
Der T4 erfuhr zum Jahresende 1995 eine „Große Produktaufwertung“ (GP), ein Eigenname von VW für Modellpflege. Bei Multivan, Caravelle und California wurde die Karosserie vorn um acht Zentimeter verlängert. Der bis dahin rechteckige Kühlergrill erhielt bei diesen gehobenen Varianten das damals VW-typische „Happy Face“, zugleich wurden die Scheinwerfer des langen Vorderwagens durch eine keilförmige Verjüngung dynamischer gestaltet und mit weißen statt gelben Blinkleuchten ergänzt. VW wollte damit die Pkw-Versionen äußerlich von den Transporter-Varianten abheben, die das bisherige Gesicht unverändert bis zum Produktionsende beibehielten. Wie alle T4 bekamen aber auch die einfachen Transporter neue, elastischere Stoßfänger, die von hinten durch nun zwei Nebelschlussleuchten leicht erkennbar sind (von denen in Deutschland und in vielen anderen Ländern aus rechtlichen Gründen nur die linke tatsächlich eine Leuchteinheit enthielt).
Die GP umfasste auch zahlreiche technische Änderungen. So hatten alle Räder ein neues Design und Scheibenbremsen nun auch an den Hinterachsen. Sämtliche dieselmotorisierten Varianten hatten eine Abgasanlage mit nach unten gerichteten Doppelendrohren und die Varianten mit Ottomotor ein nach hinten ausgerichtetes Endrohr. Im Innenraum hielten neue Schalter am Armaturenbrett Einzug, die Zifferblätter, Sitzbezüge und die Innenverkleidungen wurden geändert.
Gleichzeitig mit der großen Produktaufwertung führte VW den TDI-Motor beim T4 ein, einen Fünfzylinderdiesel mit 2,5 l Hubraum, der bereits 1990 im Audi 100 mit 88 kW (120 PS) sein Debüt hatte, im T4 aber auf 75 kW (102 PS) gedrosselt wurde. Mit der Einführung des langen Vorderwagens wurde auch erstmals der Einbau des 2,8-l-VR6-Motors mit 103 kW (140 PS) – auch hier wiederum gedrosselt gegenüber der Pkw-Version – möglich. Beide neuen Motorisierungen waren durch TDI- bzw. VR6-Schriftzüge in Kühlergrill und am Heck erkennbar, der VR6 hatte zusätzlich stets 16″-Räder und die Kühlergrill-Lamellen in Wagenfarbe lackiert.
1998 erschien schließlich der stärkste Dieselmotor, eine leistungsgesteigerte Variante des TDI-Motors mit 111 kW (151 PS), äußerlich erkennbar an einem roten „I“ im Schriftzug, 16"-Rädern und nur mit langem Vorderwagen erhältlich. Gleichzeitig wurde auch eine leistungsschwächere Version des TDI mit 65 kW (88 PS) nachgereicht, dann mit einem blauen „I“ im Schriftzug. Der 1,9-l-Vierzylinder-Turbodiesel blieb hingegen bis zum Produktionsschluss ein konventioneller Wirbelkammermotor, erkennbar etwa an dem manuellen Kaltstartzug am Fahrerplatz. Auch der 2,4-l-Fünfzylinder-Saugdiesel wurde nicht auf SDI-Technik umgestellt, sondern verblieb leicht gedrosselt auf 55 kW (75 PS) und mit Oxidationskatalysator versehen im Programm. Als letzte Neuerscheinung im Jahr 2000 ersetzte eine erstarkte Version des VR6-Motors mit 150 kW (204 PS) den Vorgängermotor, gekennzeichnet durch einen Schriftzug V6 mit roter „6“.

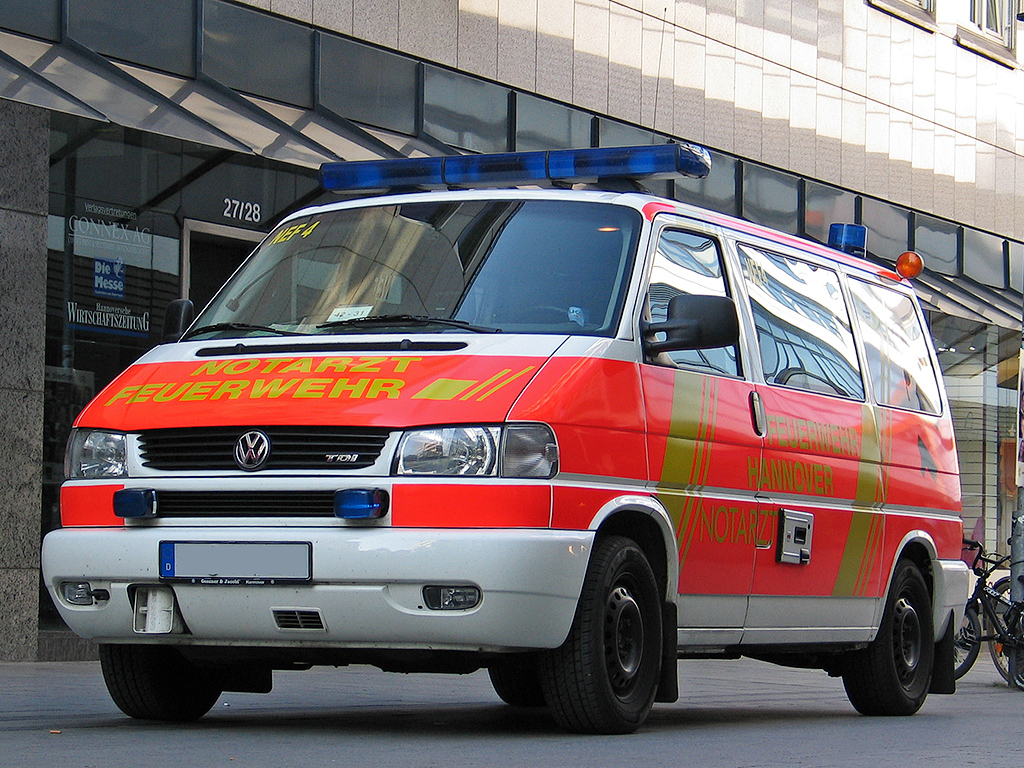
T4 GP, Notarzteinsatzfahrzeug (GP, langer Vorderwagen)
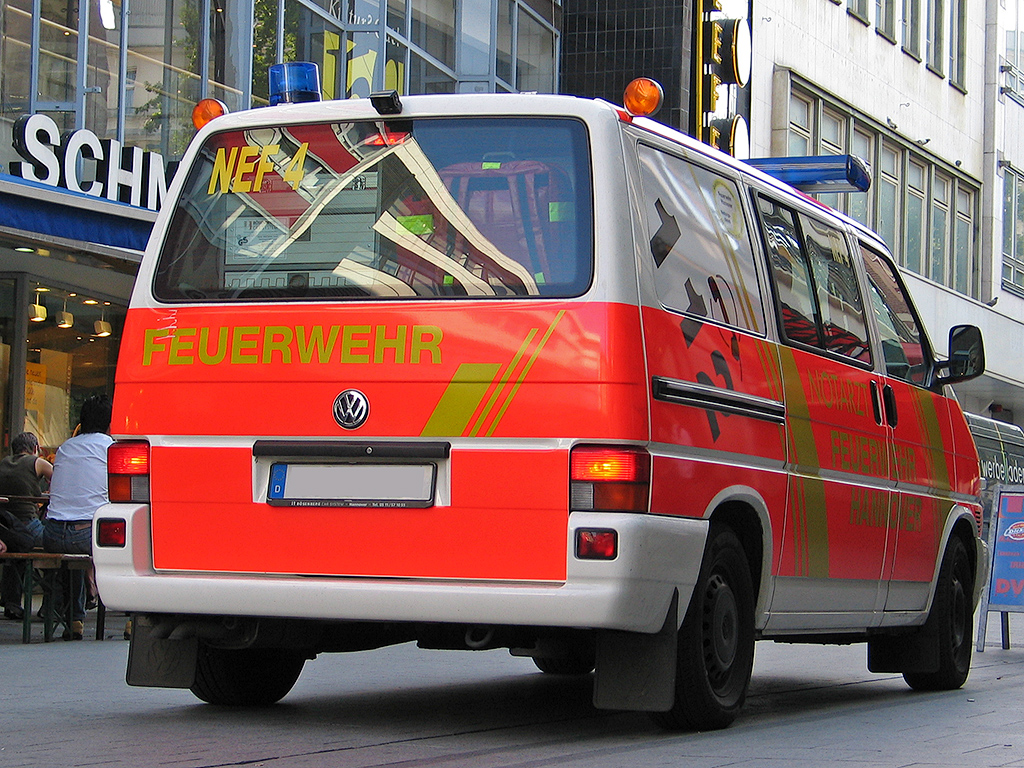
T4 GP, Notarzteinsatzfahrzeug, Heckansicht
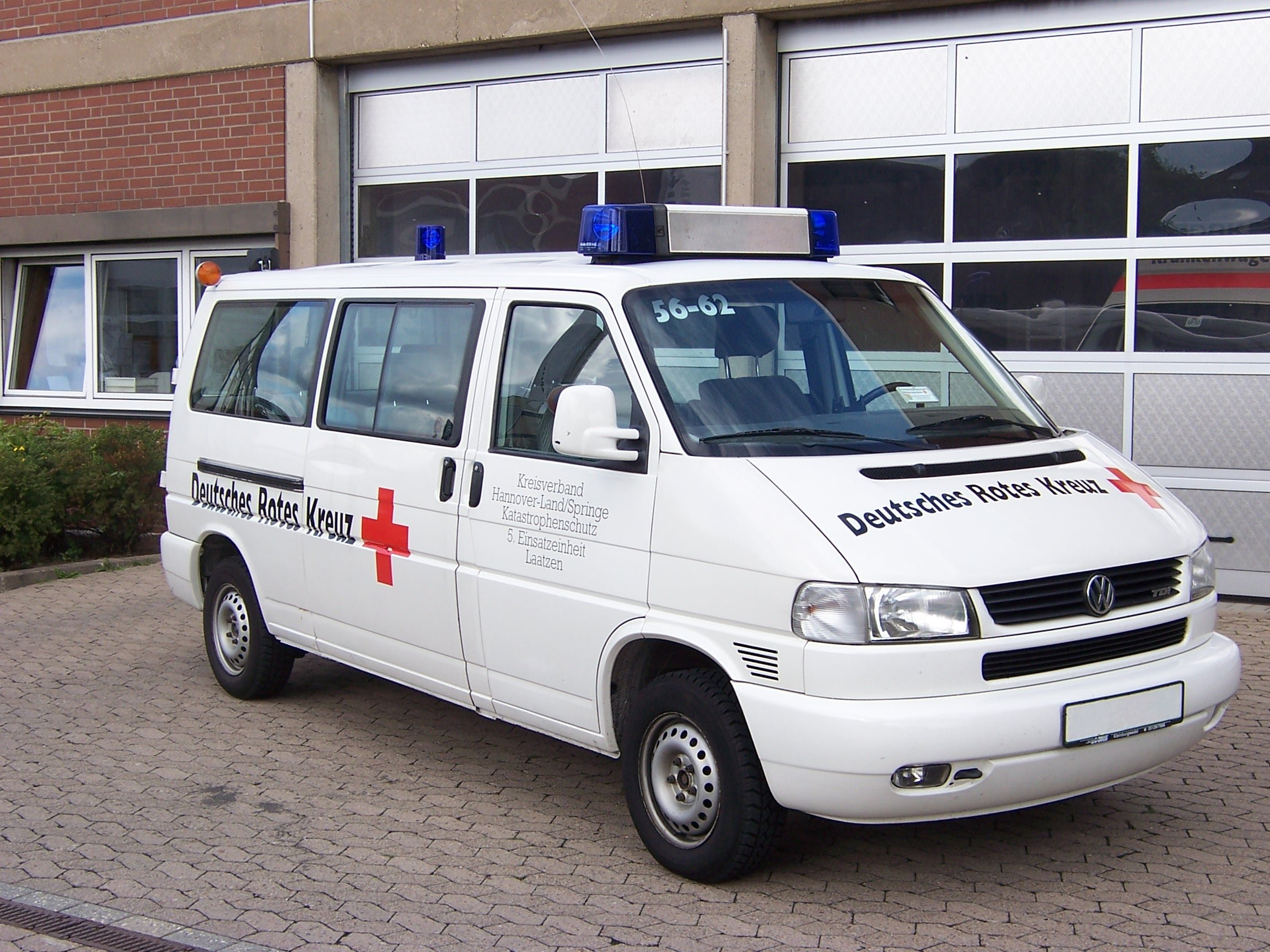
T4 GP, Caravelle Mannschaftstransport- wagen (GP, langer Vorderwagen)
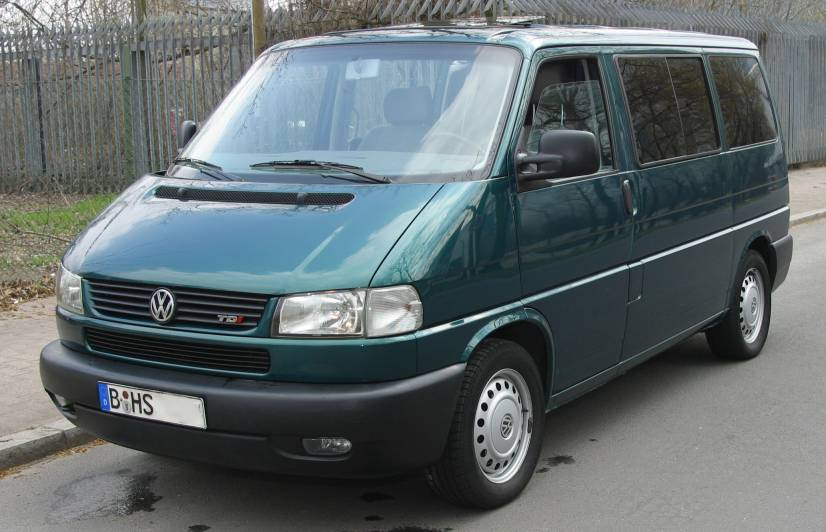
T4 GP Multivan (GP, langer Vorderwagen)

## Motorvarianten

### Allgemeines
Über seine Bauzeit hinweg wurde der T4 mit verschiedenen Motorversionen ausgeliefert. Die Ottomotoren hatten ab Werk Saugrohreinspritzung oder Vergaser und waren alle ohne Aufladung. Die Dieselmotoren hatten Wirbelkammereinspritzung, sie waren mit oder ohne Abgasturbolader erhältlich. Später gab es auch turboaufgeladene Dieselmotoren mit Direkteinspritzung (TDI).

### Ottomotoren
Die Ottomotoren waren zu Baubeginn in verschiedenen Hubraumvarianten erhältlich – als Vierzylinder mit 1,8 oder 2,0 Litern Hubraum sowie als 2,5-Liter-Fünfzylindermotor. Die Version mit 1,8 Litern und 49 kW (67 PS) war dabei die einzige, die mit einem Vergaser ausgestattet war, alle anderen Ottomotoren hatten Einspritzung. Der Vergasermotor wurde von 1990 bis 1992 als Motorcode PD angeboten. In diesem Zeitraum fertigte VW neben dem Modell T4 auch noch das Vorgängermodell T3. Der Motor wurde insgesamt in 2020 Fahrzeuge eingebaut und ist damit die am seltensten gebaute Motorvariante.
Der 2,0-Liter-Ottomotor mit Saugrohreinspritzung wurde dagegen vom Produktionsbeginn 1990 bis zum Produktionsende 2003 in praktisch unveränderter Form eingebaut (Motorcode AAC mit 62 kW/84 PS), wobei ca. 110.000 Einheiten entstanden und damit mehr als 50-mal so viele Fahrzeuge.
Der Fünfzylindermotor leistete hingegen 81 kW (110 PS), ab August 1996 wurde die Leistung dieser Motoren auf 85 kW (116 PS) erhöht. Von diesen Motoren gab es insgesamt sechs verschiedene Versionen, davon je drei mit 81 kW (110 PS) und drei mit 85 kW (116 PS). Letztere Motoren gab es ausschließlich in der Faceliftversion, da diese einige Monate nach der Modellpflege eingeführt wurden.
Ebenfalls mit dem Facelift von 1996 wurde der 2,8-Liter-VR6-Motor mit 103 kW (140 PS) im T4 eingeführt. Ab 2000 wurde dieser Motor in einer leistungsgesteigerten Version mit 150 kW (204 PS) Motorleistung angeboten. Dieser leistungsstärkste T4-Motor konnte ausschließlich mit einem Automatikgetriebe bestellt werden.

### Wirbelkammer-Dieselmotoren
Bis 1996 waren die Dieselvarianten des VW T4 ausschließlich mit Wirbelkammerdieselmotoren erhältlich. Die schwächste Motorisierung war dabei ein 1,9-Liter-Dieselmotor mit 44 kW (60 PS), der in 144.720 Fahrzeuge eingebaut wurde. Er wurde zur Modellpflege im Dezember 1995 aus dem Programm genommen.
Die seit 1992 angebotene turboaufgeladene Variante dieses Motors (Motorcode: ABL) brachte 50 kW (68 PS) Leistung. Sie war mit der Einstellung des 1X-Motors bis zum Produktionsende der kleinste Dieselmotor der T4-Baureihe, ähnlich wie der AAC bei den Ottomotoren.
Als Fünfzylinder hatten die Wirbelkammerdiesel im T4 2,4 Liter Hubraum. Die Motoren gelten als die langlebigsten beim VW T4. Es gab sie in zwei Ausführungen: Der bis September 1998 gebaute 57-kW-(77-PS)-Motor mit dem Kennbuchstaben AAB wurde in 432.060 Fahrzeuge eingebaut und ist damit der häufigste T4-Motor. In den letzten Produktionsmonaten konnte dieser Motor nur in Kombination mit Allradantrieb bestellt werden. Sein Nachfolger, der AJA, leistete 55 kW (75 PS), war ab Werk mit einem Oxidationskatalysator ausgerüstet, lief 74.460-mal vom Band und war bis zum Produktionsende im Juni 2003 erhältlich.
Im Gegensatz zu anderen Modellen von Volkswagen Nutzfahrzeuge (VW LT und Caddy) war der T4 niemals mit SDI-Motor (Direkteinspritzer ohne Turbolader) erhältlich.

### Diesel-Direkteinspritzer (TDI)
Ab 1995 wurden die beliebten Turbodiesel-Direkteinspritzermotoren (TDI) von VW auch im T4 eingebaut. Den TDI gab es beim T4 nur als 2.5 TDI. Er hatte damit genauso 2461 cm3 Hubraum wie auch schon die Fünfzylinder-Ottomotoren im T4.
Im Jahr 1998 kam eine leistungsreduzierte Version mit 65 kW (88 PS) Leistung und dem Motorcode AJT auf dem Markt. Im Gegensatz zu allen anderen TDI-Motoren beim VW T4 war diese Variante nicht mit einem Ladeluftkühler ausgerüstet. Im Modellschriftzug hatte bei diesen Fahrzeugen der TDI-Schriftzug ein blaues „I“. Eine weitere Variante dieses Motors wurde ab 2001 unter dem Motorcode AYY vermarktet, beide blieben bis zum Produktionsstopp im Angebot.
Die „Standardversion“ des T4 TDI hatte einen komplett silbernen TDI-Schriftzug und eine Motorleistung von 75 kW (102 PS). Der beliebteste unter diesen TDI-Motoren (Motorcode ACV) wurde in einer Stückzahl von 391.850 gefertigt. Hinzu kommen 22.080 TDIs mit dem Motorcode AUF, die ausschließlich mit Automatikgetriebe und überwiegend in Behördenversionen eingebaut wurden sowie ab 2001 4780 TDI-Motoren mit dem Motorcode AYC.
Für die Syncro-Varianten, die eine schlechtere Abgaseinstufung hatten als die gewöhnlichen TDI, wurde zudem ebenfalls ab 2001 ein 75-kW-(102-PS)-Motor mit dem Kennbuchstaben AXL angeboten. Diese Motoren waren trotz der Motorleistung von ebenfalls 75 kW (102 PS) abgeleitete Versionen des 111-kW-(151-PS)-Motors. Die AXL-Motoren wurden nicht durchgehend im T4 TDI Syncro eingebaut, sondern ergänzten die Motorpalette lediglich. Der ACV-Motor wurde somit in einer größeren Stückzahl in den T4 TDI eingebaut als der AXL. Da die AXL-Motoren einen größeren Platzbedarf haben, wurden die AXL-Syncros ausschließlich in T4-Versionen mit langem Vorderwagen (frühere Bezeichnung: „Caravelle-Front“) eingebaut.
Der leistungsstärkste TDI-Motor mit 111 kW (151 PS) wurde faktisch nur in die Caravelle- und Multivan-Versionen des T4 eingebaut. Alle betroffenen Fahrzeuge haben einen langen Vorderwagen. 18.990 von 1998 bis 2001 gebaute Fahrzeuge hatten dabei den Motorcode AHY, während 28.950 zwischen 2000 und 2003 produzierte Fahrzeuge den Kennbuchstaben AXG haben. Der AHY-Typ erreicht dabei nur die Schadstoffklasse EURO-2 (mit nachgerüstetem Partikelfilter auch EURO-3) während der AXG-Motor von einer standardmäßigen EURO-3-Einstufung mit zusätzlichem Partikelfilter sogar EURO 4 und damit die begehrte grüne Plakette erhält. T4 mit ACV-Motor können sämtlich zum Erreichen der grünen Plakette nachgerüstet werden.
Einen 1.9 TDI hat es hingegen im VW T4 nie gegeben, sondern erst im VW Transporter T5. Fahrzeuge auf dem Gebrauchtwagenmarkt, die als solche angeboten werden, sind entweder falsch benannte Modelle mit ABL-Motor (1.9 TD) oder Fahrzeuge, bei denen die Besitzer in Eigenregie den ursprünglich eingebauten Motor irgendwann durch 1.9-TDI-Motoren aus anderen VW-Konzernfahrzeugen ersetzt haben.

## Technische Daten der Motoren
| Ottomotoren     | Ottomotoren                    | Ottomotoren | Ottomotoren                    | Ottomotoren              | Ottomotoren         | Ottomotoren     | Ottomotoren                                            | Ottomotoren                                       | Ottomotoren                                   |                                                              |
| Modell          | Zylinder/ Ventile pro Zylinder | Hubraum cm³ | Max. Leistung                  | Max. Drehmoment          | Motorkennbuchstaben | Bauzeitraum     | Kraftstoffverbrauch Kombiniert Manual/Syncro/Automatic | CO2-Emission (kombiniert) Manual/Syncro/Automatic | Höchstgeschwindigkeit Manual/Syncro/Automatic | Beschleunigung 0–100 km/h Manual/Syncro/Automatic (Multivan) |
| --------------- | ------------------------------ | ----------- | ------------------------------ | ------------------------ | ------------------- | --------------- | ------------------------------------------------------ | ------------------------------------------------- | --------------------------------------------- | ------------------------------------------------------------ |
| 1.8 (1)         | 4/2                            | 1781        | 49 kW (67 PS) bei 4000/min     | 140 Nm bei 2200/min      | PD                  | 09/1990–07/1992 | 10,0/-/-                                               |                                                   | 133/-/-                                       |                                                              |
| 2.0             | 4/2                            | 1984        | 62 kW (84 PS) bei 4300/min     | 159 Nm bei 2200/min      | AAC                 | 09/1990–06/2003 | 13,5/-/-                                               | 274/-/-                                           | 144/-/-                                       | 21,7/-/- s                                                   |
| 2.5 (2)         | 5/2                            | 2461        | 81 kW (110 PS) bei 4500/min    | 190 Nm (3) bei 2200/min  | AAF, ACU, AEU       | 09/1990–10/1996 | 15,0/-/14,7                                            |                                                   | 158/-/154                                     | 16,2/16,8/- s                                                |
| 2.5 (2)         | 5/2                            | 2461        | 85 kW (115 PS) bei 4500/min    | 200 Nm bei 2200/min      | AET, APL, AVT       | 08/1996–06/2003 | 12,2/12,6/12,7                                         | 293/302/305                                       | 164/162/160                                   | 16,3/16/16,3 s                                               |
| 2.8 VR6 (4)     | 6/2                            | 2792        | 103 kW (140 PS) bei 4500/min   | 240 Nm bei 3000–3400/min | AES                 | 01/1996–05/2000 | 11,8/-/13,0                                            | 283/-/312                                         | 174/-/170                                     | 12,8/-/14,7 s                                                |
| 2.8 V6 (4)      | 6/4                            | 2792        | 150 kW (204 PS) bei 6200/min   | 245 Nm bei 2500–5500/min | AMV                 | 05/2000–06/2003 |                                                        |                                                   |                                               | -/-/12,4 s                                                   |
| Dieselmotoren   |                                |             |                                |                          |                     |                 |                                                        |                                                   |                                               |                                                              |
| Modell          | Zylinder/ Ventile pro Zylinder | Hubraum cm³ | Max. Leistung                  | Max. Drehmoment          | Motorkennbuchstaben | Bauzeitraum     | Kraftstoffverbrauch Kombiniert Manual/Syncro/Automatic | CO2-Emission (kombiniert) Manual/Syncro/Automatic | Höchstgeschwindigkeit Manual/Syncro/Automatic | Beschleunigung 0–100 km/h Manual/Syncro/Automatic (Multivan) |
| 1.9 D           | 4/2                            | 1896        | 44 kW (60 PS) (5) bei 3700/min | 127 Nm bei 1700–2500/min | 1X                  | 09/1990–07/1995 | 7,9/-/-                                                |                                                   | 126/-/-                                       |                                                              |
| 1.9 TD          | 4/2                            | 1896        | 50 kW (68 PS) bei 3700/min     | 140 Nm bei 2000–3000/min | ABL                 | 08/1992–06/2003 | 8,5/-/-                                                | 230/-/-                                           | 132/-/-                                       | 28,5/-/- s                                                   |
| 2.4 D (2) (6)   | 5/2                            | 2370        | 57 kW (78 PS) bei 3700/min     | 164 Nm bei 1800–2200/min | AAB                 | 09/1990–09/1998 | 9,4/-/10,8                                             | 251/-/292                                         | 137/133/-                                     | 24,7/-/- s                                                   |
| 2.4 D (2)       | 5/2                            | 2370        | 55 kW (75 PS) bei 3700/min     | 160 Nm bei 1900–2900/min | AJA                 | 04/1997–06/2003 | 9,4/-/-                                                | 254/-/-                                           | 136/-/-                                       | 24,7/-/- s                                                   |
| 2.5 TDI (7)     | 5/2                            | 2461        | 65 kW (88 PS) bei 3600/min     | 195 Nm bei 1900–2500/min | AJT, AYY            | 05/1998–06/2003 | 8,1/-/-                                                | 219/-/-                                           | 150/-/-                                       | 21,5/-/- s                                                   |
| 2.5 TDI (2) (7) | 5/2                            | 2461        | 75 kW (102 PS) bei 3500/min    | 250 Nm bei 1900–2300/min | ACV, AUF, AXL, AYC  | 09/1995–06/2003 | 7,9/10,0/8,7                                           | 213/270/235                                       | 157/155/153                                   | 18,1/18,4/- s                                                |
| 2.5 TDI (4) (7) | 5/2                            | 2461        | 111 kW (151 PS) bei 4000/min   | 295 Nm bei 1900–3000/min | AHY, AXG            | 05/1998–06/2003 | 7,5/-/-                                                | 203/-/-                                           | 181/-/-                                       | 12,5/-/- s                                                   |